# ヘンリー・ムーア (第4代ドロヘダ伯爵)
第4代ドロヘダ伯爵ヘンリー・ムーア（英語: Henry Moore, 4th Earl of Drogheda、1700年10月7日 – 1727年5月28日）は、イギリスの庶民院議員、アイルランド貴族。1714年5月21日から6月7日までムーア子爵の儀礼称号を使用した。

## 生涯
ムーア子爵チャールズ・ムーア（1676年12月1日洗礼 – 1714年5月21日、第3代ドロヘダ伯爵ヘンリー・ハミルトン＝ムーアの息子）とジェーン・ロフタス（Jane Loftus、1713年没、第3代ロフタス子爵アーサー・ロフタスの娘）の次男として、1700年10月7日に生まれた。
1714年6月7日に父が死去すると、ドロヘダ伯爵の爵位を継承、1721年10月9日にアイルランド貴族院議員に就任した。両親を亡くした直後より酒びたりになり、父方の祖母メアリーはそれを見かねて、ユグノーの家庭教師をつけてグランドツアーに送り出したが、ドロヘダ伯爵は1717年6月にブリュッセルで家庭教師をまいて一人でパリに向かい、やがてお金がなくなると帰国した。
1720年2月11日、シャーロット・ボスコーエン（Charlotte Boscawen、1702年8月5日 – 1735年4月4日、初代ファルマス子爵ヒュー・ボスコーエンの娘）と結婚した。義父が政府側でコーンウォールにおける選挙区を管理していた縁で、1722年イギリス総選挙においてキャメルフォード選挙区で当選した。
1725年11月6日に母方の祖父にあたる第3代ロフタス子爵アーサー・ロフタスが死去すると、モナストレヴィンの地所を継承した。
1727年5月29日にダブリンで死去、ドロヘダで埋葬された。弟エドワードが爵位を継承した。競馬など様々なぜいたくに手を出したため、死去時点で18万ポンドの債務を残しており、エドワードはラウス県の地所のうちかなりの部分を売却する羽目になったという。